# Nafi ibn al-Àzraq al-Hanafí al-Handhalí
Nafi ibn al-Àzraq al-Hanafí al-Handhalí (Najd, ? - a prop d'Ahwaz, gener de 685) fou el fundador de la branca azraquita dels kharigites.
Era fill d'un llibert d'origen grec i seguidor de les doctrines kharigites. El 683, va donar suport a Abd-Al·lah ibn az-Zubayr quan estava assetjat a la Meca pel general sirià Al-Hussayn ibn Numayr. Una vegada aixecat el setge, va retornar a Bàssora amb els altres caps del seu grup, Najda ibn Amir i Abd-Al·lah ibn Ibad; allí, en ser anunciada la mort del califa Yazid ibn Muàwiya, van esclatar desordres, i els homes de Nafi van matar el governador Massud ibn Amr al-Atakí, que havia estat designat per Ubayd-Al·lah ibn Ziyad, i després es van oposar al governador Úmar ibn Ubayd-Al·lah, enviat per Abd-Allah ibn az-Zubayr; Úmar va haver de conquerir la ciutat per la força amb el suport de la població que estava contra Nafi. Aquest i la seva gent van haver de sortir de Bàssora, però es van quedar a la rodalia, i van rebre reforços dels seus correligionaris d'altres llocs; van passar a l'atac, derrotaren Úmar ibn Ubayd-Al·lah i recuperaren Bàssora.
Ibn az-Zubayr va enviar llavors un exèrcit dirigit per Múslim ibn Uways i fou probablement llavors quan els kharigites es van dividir entre moderats o ibadites i radicals o azraquites, generalment fixada l'any 684/685, els primers partidaris de Múslim i els segons oposats. Els ibadites es van quedar a Bàssora i els azraquites van sortir de la ciutat i, sota la direcció de Nafi, es van dirigir al Khuzestan, a la zona d'al-Ahwaz. Múslim els va atrapar a Dulab i es va lliurar una batalla durant la qual Nafi va morir. El va succeir Ubayd-Al·lah ibn al-Màhuz, que va seguir la batalla fins que els homes de Múslim, cansats, es van retirar a Bàssora.